# Incidente de Yeh Yung-chih
El Incidente de Yeh Yung-chih fue un incidente en el campus que involucró un problema de diversidad sexual en Taiwán. Yeh Yung-chih, un estudiante de tercer grado de la escuela secundaria Gao-Shu en la aldea de Gaoshu, Municipio de Gaoshu, Condado de Pingtung, fue intimidado por algunos compañeros de clase debido a su inconformidad de género. El 20 de abril de 2000 a las 11:42, Yeh salió temprano del aula para ir al baño. Más tarde fue encontrado gravemente herido y tirado en un charco de su propia sangre. Más tarde murió en un hospital local. Este incidente provocó un debate sobre la educación en materia de género en la sociedad taiwanesa, que dio lugar a la revisión de la "Ley de educación sobre la igualdad de género" original a "Ley de educación sobre la igualdad de género" en 2004. La educación La política también se modificó de una visión tradicional del sexo a un sistema educativo de igualdad de género más universal.

## Fondo
Según la madre de Yeh Yung-chih, Chen Chun-ju, Yeh era "demasiado femenino" desde que era un niño y le gustaba "jugar a la fantasía". En la escuela primaria, sus compañeros de clase lo intimidaron por esas razones. Por ejemplo, varios estudiantes de la escuela secundaria le quitaron los pantalones a la fuerza. Aunque este incidente se informó a la escuela, la situación no mejoró. Según la investigación, Yeh solo podía usar el baño de manera segura mientras evitaba a los demás si era posible.

## Incidente

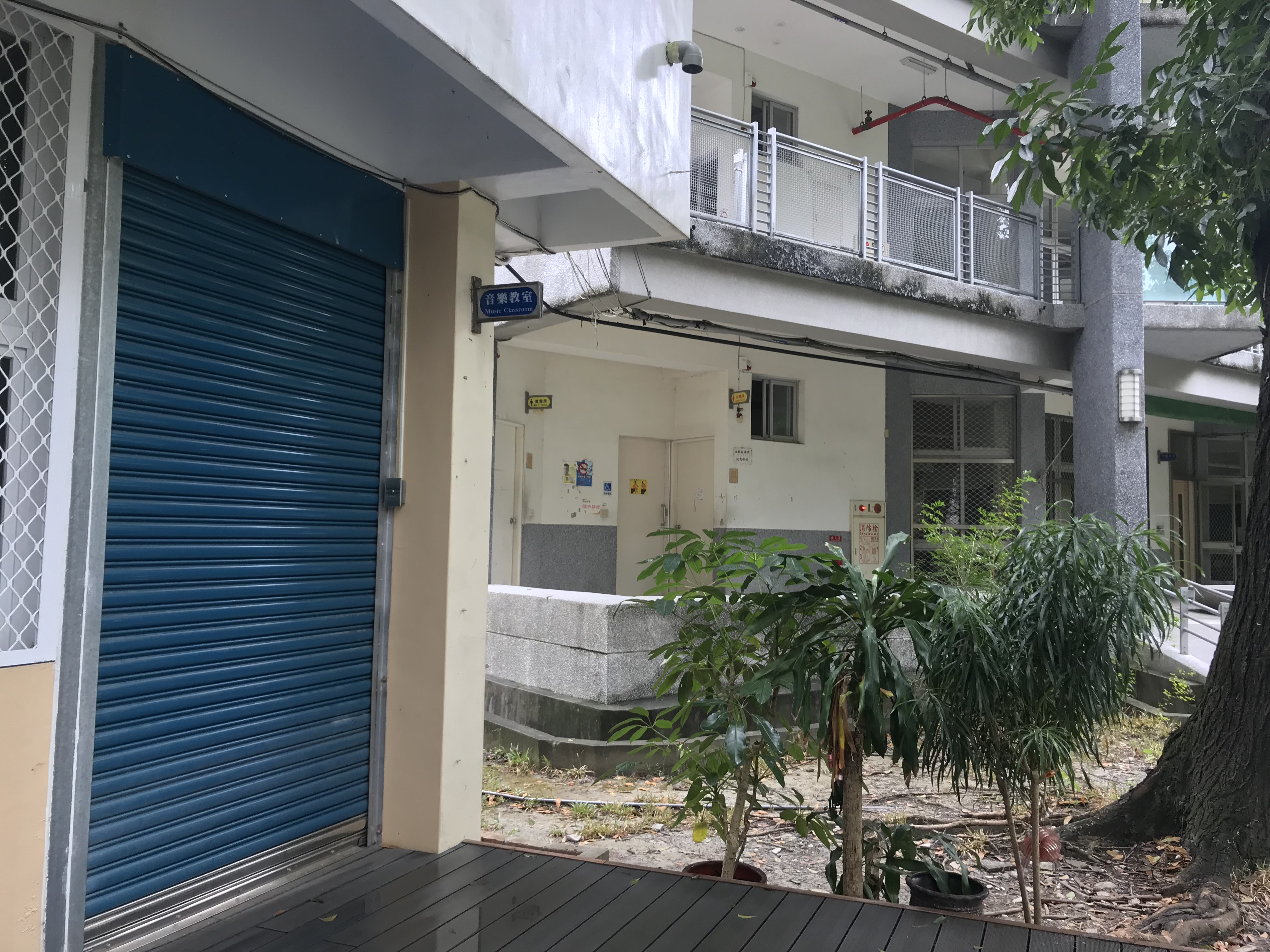
Aula de música de la escuela secundaria de Gaoshu y baños hoy. Según el miembro del Comité de Recursos Humanos, Huang Liya, la escuela bloqueó el baño junto al aula de música para evitar que los estudiantes fumen. Yeh Yong-rong tuvo que atravesar el bosque a cien metros de distancia para ir al baño más cercano.

A las 11:42 a. m. del 20 de abril de 2000, Yeh Yung-chih levantó la mano durante la cuarta clase de música para expresar su necesidad de usar el baño. La maestra consintió y Yeh salió del aula. Yeh no regresó y luego fue encontrado por otros estudiantes en el baño de hombres, a metros del aula de música. Le sangraban la cabeza y la nariz. La cremallera de sus pantalones estaba abierta. Solo pudo hacer un leve sonido y trató de alejarse arrastrándose. El estudiante que encontró a Yeh notificó inmediatamente a la escuela y lo llevó a la enfermería. Después del tratamiento de la enfermera, fue enviado al Hospital Tung-Ching local (ahora Hospital Da-Sin), y luego fue trasladado al Hospital Pingtung Christian. Yeh sufrió graves lesiones intracraneales y permaneció en coma. Fue declarado muerto a las 4:45 a. m. del día siguiente.

## Causa de muerte
El 10 de junio de 2000, el certificado de autopsia del Instituto de Medicina Forense del Ministerio de Justicia concluyó que Yeh Yongyun no tenía abrasiones protectoras en el cuerpo. Durante la autopsia, se descubrió que Yeh tenía neumonía traqueal de alto grado. Por lo tanto, se determinó que Yeh perdió el conocimiento en el baño, provocando que se cayera y se fracturara el cráneo. Se creía que fue su propia enfermedad la que provocó el apagón.
En 2001, la rama de Kaohsiung del Tribunal Superior de Taiwán emitió una pregunta hipotética al hospital afiliado de la Facultad de Medicina de la Universidad Nacional de Taiwán, preguntando si la neumonía traqueal de alto grado haría que los pacientes se desmayaran. El hospital respondió en una carta indicando que la "neumonía bronquial" en general no debería causar desmayos a menos que se agraven con condiciones preexistentes.
El 6 de septiembre de 2005, el Comité de Revisión Médica del Departamento de Salud del Yuan Ejecutivo descubrió que Yeh tenía neumonía traqueal y miocardiopatía durante la autopsia. Por lo tanto, es posible que todavía haya tenido una pérdida temporal del conocimiento debido a una muerte cardíaca súbita. Se produjo una hemorragia intracraneal durante el impacto. Además, el hermano del fallecido confesó que Yeh se había desmayado en su casa mientras iba al baño por la noche. No se puede descartar la posibilidad de que exista una afección cardíaca o cerebral existente.

## Procedimientos judiciales
En junio de 2000, el fiscal Chiang Chung-i de la Fiscalía del Tribunal de Distrito de Pingtung presentó una acusación pública contra el presidente de la escuela secundaria Gao-Shu, Lin Sheng-li, el director de asuntos generales, Lin Chih-hui, y el jefe del equipo de asuntos generales, Li Bao-shu por el delito de negligencia con resultado de muerte.
El 19 de enero de 2001, el Tribunal de Distrito de Pingtung absolvió al director ya las otras tres personas con base en el informe del examen médico forense.
El 21 de agosto de 2001, la sección de Kaohsiung del Tribunal Superior de Taiwán determinó que la apelación del fiscal no era razonable y confirmó el veredicto de no culpabilidad en primera instancia.
El 23 de julio de 2004, la Corte Suprema de Taiwán sostuvo que el informe de evaluación del médico forense no parecía coincidir con la carta de respuesta de la Escuela de Medicina de la Universidad Nacional de Taiwán. El juicio original no pidió una evaluación a otras instituciones médicas, y se sospechó que Yeh Yongrong se había desmayado solo debido a una enfermedad. La sentencia original fue revocada y devuelta a la sección de Kaohsiung del Tribunal Superior de Taiwán.
El 31 de octubre de 2005, la Sección de Kaohsiung del Tribunal Superior de Taiwán rechazó la apelación del fiscal desestimando la apelación del fiscal basándose en la evaluación del Comité de Revisión Médica del Departamento de Salud del Yuan Ejecutivo.
El 11 de mayo de 2006, la Corte Suprema de Taiwán utilizó la evaluación del tribunal de segunda instancia y del Comité de Revisión de Asuntos Médicos del Departamento de Salud del Yuan Ejecutivo para no descartar la posibilidad de desmayo. Si no se indicaron los motivos de la selección y determinación de las pruebas en los motivos, la sentencia original fue revocada y devuelta a la sección de Kaohsiung del Tribunal Superior de Taiwán.
El 12 de septiembre de 2006, la sección de Kaohsiung del Tribunal Superior de Taiwán concluyó una apelación. Se determinó que el fallecido estaba ansioso por regresar al salón de clases después de orinar. Se resbaló en el suelo mojado cuando bajó los escalones. Su centro de gravedad se desequilibró repentinamente y provocó que se desmayara y cayera al suelo. En ese momento, su cabeza golpeó el suelo y murió, y el agua del suelo fue absorbida por la ropa del difunto. El director, el director de asuntos generales, el líder del equipo de asuntos generales y otros directores administrativos de la escuela secundaria Gaoshu fueron considerados negligentes en la reparación del tanque de agua de la escuela. Para proteger la seguridad personal de los estudiantes mientras estaban en la escuela, el director, el director de asuntos generales y el líder del equipo de asuntos generales fueron condenados a cinco meses, cuatro meses y tres meses de prisión, respectivamente. Este caso fue resuelto de conformidad con el primer párrafo del artículo 376 de la Ley de Procedimiento Penal, el cual no puede ser recurrido en tercera instancia.

## Influencia y controversia
Las opiniones sobre la muerte de Yeh Yung-chih varían según el testimonio de varias partes y especulaciones no confirmadas. Algunas personas creen que el incidente se debió a que la escuela no respetó la no conformidad de género de Ye y no enseñó valores progresistas.
Poco después del incidente, el Ministerio de Educación formó un equipo de investigación integrado por miembros del Comité de Educación para la Igualdad de Género; Ji Hui-jung, Wang Li-jung, Su Chien-ling, Bi Heng-ta y otros. Luego de registrar el incidente y las acciones de seguimiento, pidieron al Ministerio de Educación que preste atención a las cuestiones de género en el campus en el informe.
En octubre de 2000, el Ministerio de Educación lanzó la campaña "Campaña Nuevo Campus: Lucha contra la Violencia de Género", destacando que, además de respetar a hombres y mujeres conformes al género, también deben respetarse las personas de diferentes orientaciones sexuales e identidades de género, y los estereotipos deben ser eliminado.
El 16 de diciembre de 2000, el Ministerio de Educación de Taiwán anunció que el "Comité de Educación para la Igualdad de Género" pasó a llamarse "Comité de Educación para la Igualdad de Género", y la política de educación se amplió para incluir una política más inclusiva.
En 2000, el director Mickey Chen planeó rodar el documental de Yeh Yung-chih. 
En 2001, el tema de la promoción de la educación de género por parte del Ministerio de Educación se estableció como "múltiples géneros" y "seguridad en el campus".
En 2004, se creó la "Ley de educación sobre la equidad de género" con el fin de prestar más atención al contenido educativo sobre orientación sexual, características de género e identidad de género.
En 2006, la Asociación de Educación para la Igualdad de Género de Taiwán publicó "Dale un abrazo a Rose Boy" para registrar el incidente de Yeh Yung-chih y explorar sus implicaciones.
En 2007, el Ministerio de Educación de Taiwán filmó el documental "En Rose". En 2009, "En Rose" se publicó y se utilizó en las escuelas secundarias de todo el país como material didáctico. El 7 de noviembre de 2015, el cortometraje documental We Are All Different, Yet the Same (Story of Yeh Yung-chih) dirigido por el director taiwanés Hou Chi-jan, se proyectó durante la actuación de la cantante taiwanesa Jolin Tsai en diferentes ciudades. Tsai pidió al público que preste atención al problema del acoso de género en las escuelas.
El 26 de diciembre de 2018, la cantante taiwanesa Jolin Tsai incluyó la canción "Womxnly" (玫瑰少年) en su decimocuarto álbum de estudio Ugly Beauty en memoria de Yeh Yung-chih. La canción ganó el premio Canción del año en los 30th Golden Melody Awards del año siguiente.